# Solwen
Solwen (arabe : سُلْوَانْ) est un monodrame en arabe tunisien écrit, mis en scène et interprété par Leila Toubel. Il est créé le 17 janvier 2015 à El Teatro, à Tunis en Tunisie.

## Argument
Leila Toubel brosse le portrait d’une femme de quarante ans frappée d'amnésie,. Perdue entre ses souvenirs et la réalité politico-sociale tunisienne, elle tente de recouvrer la mémoire tout en contant son histoire. Perdue sur scène, vêtue d'une robe de mariée blanche à la traîne noire, elle est accompagnée d'un mystérieux coffre rouge. Elle trouve en lui une bouteille de Solwen, l'eau de l'oubli.
Après un prologue à la fin duquel l'instigatrice supplie le public de lui donner un nom, s'ensuit un texte de remerciements au ton ironique qui fait contraste avec la scène suivante, pour laquelle l'actrice se pare d'un déshabillé rouge. La scène Je suis une femme... (en arabe : أنا المرى, Ena el mra) qui suit est une ode à la femme et un réquisitoire contre les idéaux rétrogrades. Dans la scène suivante, Une minute de silence, l'actrice se remémore l'assassinat de Chokri Belaïd, la scène revêt alors le ton de l'hommage aux martyrs de la révolution tunisienne et à la patrie. Elle finit, submergée de douleur, par boire de l'eau de Solwen pour se calmer.
Les deux scènes qui suivent sont empreintes d'un humour caustique, Leila Toubel y dépeint la société tunisienne tout en la critiquant et l'interrogeant à travers des références d'actualités. Elle enjoint finalement, dans la scène qui suit, le public à rêver tout en faisant la critique de ce qui empêche, selon elle, de rêver en Tunisie. Sur un ton pessimiste, l'instigatrice termine en buvant toute la bouteille de Solwen, pour cette fois oublier qu'il lui est impossible de rêver. Assaillie d'image et d'histoires, l'actrice entame alors un monologue apaisé et résigné avec la mort au cours duquel elle dépeint son propre départ, y opposant l'immortalité de la patrie, même souffrante. Durant la scène de La dernière dance..., l'actrice énumère tous ces souvenirs tout en pressentant sa mort imminente. Décrivant le cortège funèbre de son propre corps qui sort de sa maison, elle se voit également dans le couloir de la mort d'une condamnée ; elle se demande alors si tous ces souvenirs sont vraiment les siens. Se sentant mourir, l'actrice entame un épilogue pour rappeler, sous forme d’énumération que la Tunisie dans ce qu'elle possède de plus beau appartient à tous les Tunisiens.

## Représentations
Après une série de représentations à El Teatro, mais aussi au Dar Kammoun, au Festival international de Carthage ou au Festival international d'Hammamet,, le spectacle est donné en France, Belgique et Suisse.
Une représentation le 22 mai 2016 à Paris est dédiée à la journaliste et ancienne présidente du Syndicat national des journalistes tunisiens (en), Néjiba Hamrouni.

## Fiche technique
- Texte : Leila Toubel
- Mise en scène : Leila Toubel
- Musique : Frères Gharbi[1],[9]
- Scénographie : Sabri Atrous[1]
- Son : Mohamed Hédi Belkhir[1]
- Complicité gestuelle : Malek Sebai[1]
- Costumes : Besma Dhaouadi[1]
- Décor : Taïeb Jellouli[1]
- Maquillage : Radhia Haddad[1]
- Directrice de production : Fatma Ben Dana[1]
- Attachée de presse : Amani Boularès[1]
- Coordinatrice artistique : Najoua Klibi El Kamel[1]
- Assistanat : Inès Chaabani[1]
- Photos : Aymen Omrani[1]